# Hunsonby
Hunsonby – osada i civil parish w Anglii, w Kumbrii, w dystrykcie (unitary authority) Westmorland and Furness. Leży 28 km na południowy wschód od miasta Carlisle i 394 km na północny zachód od Londynu. W 2011 roku civil parish liczyła 388 mieszkańców.